# Stelis furfuracea
Stelis furfuracea là một loài thực vật có hoa trong họ Lan. Loài này được F.Lehm. & Kraenzl. miêu tả khoa học đầu tiên năm 1899.